# Женска фудбалска репрезентација Норвешке
Женска фудбалска репрезентација Норвешке (норв. Norway women's national association football team) је женски фудбалски тим који се састоји од најбољих фудбалерки, које су држављанке Норвешке, без обзира да ли наступају за домаће или стране фудбалске клубове. Избор најбољих фудбалерки за репрезентацију врши селектор.
Тим организује и води Норвешки фудбалски савез (NFF).

## Историја
Женска фудбалска репрезентација Норвешке појавила се 1978. године на нордијском првенству, што је било релативно рано за Западну Европу, али касно за нордијске земље. На том свом првом турниру победиле су само репрезентацију Исланда. Имајући мало занимања за званичне клубове и серијски систем, Норвешка је морала много да уради да би сустигла посебно Шведску и Данску. Њихова рана историја се зато у почетку састојала већином од пораза од репрезентација суседних земаља, све до утакмице са Северном Ирском када су оствариле своју прву победу.
Ипак на крају, Норвешка је себе означила као једну од бољих земаља у Европи, иако је инфериорна у односу на своје нордијске суседе. Победили су Енглеску, Француску и Швајцарску. У првим квалификацијама за Европско такмичење репрезентативних женских тимова (касније преименовано у УЕФА женско првенство), Норвешка је играла против Шведске, Финске и Исланда. Норвешка је изгубила оба меча од Шведске, али је у оба меча победила Финску. Изненађујући домаћи реми против Исланда није био важан, Норвешка је заузела друго место у квалификацијама где су се квалификовали само најбољи тимови. Шведска је касније освојила првенство.

## Статистика
Играчице са подебљаним словима су и даље активне.
| #  | Име                | Каријера  | Утакмица | Голова |
| -- | ------------------ | --------- | -------- | ------ |
| 1  | Хеге Рисе          | 1990–2004 | 188      | 58     |
| 2  | Солвег Гулбрандсен | 1998–2015 | 183      | 55     |
| 3  | Бенте Нордби       | 1991–2007 | 172      | 0      |
| 4  | Трине Ренинг       | 1999–2016 | 162      | 22     |
| 5  | Марен Мјелсде      | 2007–     | 155      | 19     |
| 6  | Линда Маделен      | 1987–1999 | 152      | 64     |
| 7  | Хајди Стере        | 1980–1997 | 151      | 22     |
| 8  | Ингвилд Стенсланд  | 2003–2016 | 144      | 10     |
| 9  | Ингрид Хјелмсет    | 2003–2019 | 138      | 0      |
| 10 | Уни Лен            | 1996–2007 | 134      | 24     |

| #  | Играч                | Каријера  | Колова | Утакмица | Просек |
| -- | -------------------- | --------- | ------ | -------- | ------ |
| 1  | Изабел Херловсен     | 2005–2019 | 67     | 133      | 0.5    |
| 2  | Мариане Петерсен     | 1994–2003 | 66     | 98       | 0.67   |
| 3  | Линда Медален        | 1987–1999 | 64     | 152      | 0.42   |
| 4  | Ан Кристин Аренес    | 1990–1999 | 60     | 111      | 0.54   |
| 5  | Хеге Рисе            | 1990–2004 | 58     | 188      | 0.31   |
| 6  | Солвег Гулбрандсен   | 1998–2015 | 55     | 183      | 0.3    |
| 7  | Дагни Малгрен        | 1999–2005 | 49     | 95       | 0.52   |
| 8  | Каролин Грем Хансен  | 2011–     | 44     | 97       | 0.45   |
| 9  | Ада Хегерберг        | 2011–     | 42     | 72       | 0.58   |
| 10 | Рагнхилд Гулбрандсен | 1997–2007 | 30     | 80       | 0.38   |

## Такмичарски рекорд

### Светско првенство за жене
| Светско првенство у фудбалу за жене − резултати | Светско првенство у фудбалу за жене − резултати | Светско првенство у фудбалу за жене − резултати | Светско првенство у фудбалу за жене − резултати | Светско првенство у фудбалу за жене − резултати | Светско првенство у фудбалу за жене − резултати | Светско првенство у фудбалу за жене − резултати | Светско првенство у фудбалу за жене − резултати |                                            | Квалификациони резултати                   | Квалификациони резултати                   | Квалификациони резултати                   | Квалификациони резултати                   | Квалификациони резултати                   | Квалификациони резултати |
| Година                                          | Резултат                                        | Утакмица                                        | Поб                                             | Нер*                                            | Изг                                             | ГД                                              | ГП                                              | Утакмица                                   | Поб                                        | Нер*                                       | Изг                                        | ГД                                         | ГП                                         |                          |
| 1991                                            | Другопласирани                                  | 6                                               | 4                                               | 0                                               | 2                                               | 14                                              | 10                                              | Европско првенство у фудбалу за жене 1991. | Европско првенство у фудбалу за жене 1991. | Европско првенство у фудбалу за жене 1991. | Европско првенство у фудбалу за жене 1991. | Европско првенство у фудбалу за жене 1991. | Европско првенство у фудбалу за жене 1991. |                          |
| 1995                                            | Шампиони                                        | 6                                               | 6                                               | 0                                               | 0                                               | 23                                              | 1                                               | Европско првенство у фудбалу за жене 1995. | Европско првенство у фудбалу за жене 1995. | Европско првенство у фудбалу за жене 1995. | Европско првенство у фудбалу за жене 1995. | Европско првенство у фудбалу за жене 1995. | Европско првенство у фудбалу за жене 1995. |                          |
| 1999                                            | Четврто место                                   | 6                                               | 4                                               | 1                                               | 1                                               | 16                                              | 8                                               | 6                                          | 4                                          | 1                                          | 1                                          | 13                                         | 5                                          |                          |
| 2003                                            | Четвртфинале                                    | 4                                               | 2                                               | 0                                               | 2                                               | 10                                              | 6                                               | 6                                          | 5                                          | 1                                          | 0                                          | 21                                         | 3                                          |                          |
| 2007                                            | Четврто место                                   | 6                                               | 3                                               | 1                                               | 2                                               | 12                                              | 11                                              | 8                                          | 7                                          | 1                                          | 0                                          | 22                                         | 3                                          |                          |
| 2011                                            | Групна фаза                                     | 3                                               | 1                                               | 0                                               | 2                                               | 2                                               | 5                                               | 10                                         | 9                                          | 1                                          | 0                                          | 42                                         | 2                                          |                          |
| 2015                                            | Осмина финала                                   | 4                                               | 2                                               | 1                                               | 1                                               | 9                                               | 4                                               | 10                                         | 9                                          | 0                                          | 1                                          | 41                                         | 5                                          |                          |
| 2019                                            | Четвртфинале                                    | 5                                               | 2                                               | 1                                               | 2                                               | 7                                               | 7                                               | 8                                          | 7                                          | 0                                          | 1                                          | 22                                         | 4                                          |                          |
| 2023                                            | Треба да се утврди                              | Треба да се утврди                              | Треба да се утврди                              | Треба да се утврди                              | Треба да се утврди                              | Треба да се утврди                              | Треба да се утврди                              | Треба да се утврди                         | Треба да се утврди                         | Треба да се утврди                         | Треба да се утврди                         | Треба да се утврди                         | Треба да се утврди                         | Треба да се утврди       |
| Укупно                                          | 8/9                                             | 40                                              | 24                                              | 4                                               | 12                                              | 93                                              | 52                                              | 48                                         | 41                                         | 4                                          | 3                                          | 161                                        | 22                                         |                          |

*Означава нерешене мечеве укључујући и нокаут мечеве за које је одлучено извођењем пенала.

### Европско првенство у фудбалу за жене
| Европско првенство у фудбалу за жене − резултати | Европско првенство у фудбалу за жене − резултати | Европско првенство у фудбалу за жене − резултати | Европско првенство у фудбалу за жене − резултати | Европско првенство у фудбалу за жене − резултати | Европско првенство у фудбалу за жене − резултати | Европско првенство у фудбалу за жене − резултати | Европско првенство у фудбалу за жене − резултати |          | Квалификациони резултати | Квалификациони резултати | Квалификациони резултати | Квалификациони резултати | Квалификациони резултати | Квалификациони резултати |
| Година                                           | Резултат                                         | Утакмица                                         | Поб                                              | Нер*                                             | Изг                                              | ГД                                               | ГП                                               | Утакмица | Поб                      | Нер*                     | Изг                      | ГД                       | ГП                       |                          |
| 1984                                             | Нису се квалификовале                            | Нису се квалификовале                            | Нису се квалификовале                            | Нису се квалификовале                            | Нису се квалификовале                            | Нису се квалификовале                            | Нису се квалификовале                            | 6        | 3                        | 1                        | 2                        | 10                       | 6                        |                          |
| 1987                                             | Шампион                                          | 2                                                | 2                                                | 0                                                | 0                                                | 4                                                | 1                                                | 6        | 3                        | 3                        | 0                        | 12                       | 6                        |                          |
| 1989                                             | Другопласирани                                   | 2                                                | 1                                                | 0                                                | 1                                                | 3                                                | 5                                                | 8        | 4                        | 1                        | 3                        | 15                       | 11                       |                          |
| 1991                                             | Другопласирани                                   | 2                                                | 0                                                | 1                                                | 1                                                | 1                                                | 3                                                | 8        | 7                        | 1                        | 0                        | 16                       | 1                        |                          |
| 1993                                             | Шампион                                          | 2                                                | 2                                                | 0                                                | 0                                                | 2                                                | 0                                                | 6        | 5                        | 1                        | 0                        | 30                       | 0                        |                          |
| 1995                                             | Полуфинале                                       | 2                                                | 1                                                | 0                                                | 1                                                | 5                                                | 7                                                | 8        | 7                        | 1                        | 0                        | 40                       | 6                        |                          |
| 1997                                             | Групна фаза                                      | 3                                                | 1                                                | 1                                                | 1                                                | 5                                                | 2                                                | 6        | 5                        | 1                        | 0                        | 33                       | 1                        |                          |
| 2001                                             | Другопласирани                                   | 4                                                | 1                                                | 1                                                | 2                                                | 4                                                | 3                                                | 6        | 6                        | 0                        | 0                        | 25                       | 0                        |                          |
| 2005                                             | Полуфинале                                       | 5                                                | 2                                                | 1                                                | 2                                                | 10                                               | 10                                               | 10       | 8                        | 1                        | 1                        | 31                       | 7                        |                          |
| 2009                                             | Полуфинале                                       | 5                                                | 2                                                | 1                                                | 2                                                | 6                                                | 9                                                | 8        | 7                        | 1                        | 0                        | 26                       | 0                        |                          |
| 2013                                             | Другопласирани                                   | 6                                                | 3                                                | 2                                                | 1                                                | 7                                                | 4                                                | 10       | 8                        | 0                        | 2                        | 35                       | 9                        |                          |
| 2017                                             | Групна фаза                                      | 3                                                | 0                                                | 0                                                | 3                                                | 0                                                | 4                                                | 8        | 7                        | 1                        | 0                        | 29                       | 2                        |                          |
| 2022                                             | Квалификовала се                                 | Квалификовала се                                 | Квалификовала се                                 | Квалификовала се                                 | Квалификовала се                                 | Квалификовала се                                 | Квалификовала се                                 | 6        | 6                        | 0                        | 0                        | 34                       | 1                        |                          |
| Укупно                                           | 12/13                                            | 36                                               | 15                                               | 7                                                | 14                                               | 47                                               | 48                                               | 96       | 76                       | 12                       | 8                        | 336                      | 50                       |                          |

*Нерешени мечеви укључују нокаут мечеве који су одлучени једанаестерцима.

### Олимпијске игре
| Олимпијске игре − резултати | Олимпијске игре − резултати | Олимпијске игре − резултати | Олимпијске игре − резултати | Олимпијске игре − резултати | Олимпијске игре − резултати | Олимпијске игре − резултати | Олимпијске игре − резултати |
| Година                      | Резултат                    | Утакмице                    | Поб                         | Нер                         | Изг                         | ГД                          | ГП                          |
| --------------------------- | --------------------------- | --------------------------- | --------------------------- | --------------------------- | --------------------------- | --------------------------- | --------------------------- |
| 1996                        | Треће место                 | 5                           | 3                           | 1                           | 1                           | 12                          | 6                           |
| 2000                        | Шампионке                   | 5                           | 4                           | 0                           | 1                           | 9                           | 6                           |
| 2004                        | Нису се квалификовале       | Нису се квалификовале       | Нису се квалификовале       | Нису се квалификовале       | Нису се квалификовале       | Нису се квалификовале       | Нису се квалификовале       |
| 2008                        | Четвртфинале                | 4                           | 2                           | 0                           | 2                           | 5                           | 7                           |
| 2012                        | Нису се квалификовале       | Нису се квалификовале       | Нису се квалификовале       | Нису се квалификовале       | Нису се квалификовале       | Нису се квалификовале       | Нису се квалификовале       |
| 2016                        | Нису се квалификовале       | Нису се квалификовале       | Нису се квалификовале       | Нису се квалификовале       | Нису се квалификовале       | Нису се квалификовале       | Нису се квалификовале       |
| 2020                        | Нису се квалификовале       | Нису се квалификовале       | Нису се квалификовале       | Нису се квалификовале       | Нису се квалификовале       | Нису се квалификовале       | Нису се квалификовале       |
| Укупно                      | 3/6                         | 14                          | 9                           | 1                           | 4                           | 26                          | 19                          |

*Нерешени мечеви укључују нокаут мечеве који су одлучени једанаестерцима.